# Kanton Bourgneuf-en-Retz
Bourgneuf-en-Retz is een voormalig kanton van het Franse departement Loire-Atlantique. Het kanton maakte deel uit van het arrondissement Saint-Nazaire. Het werd opgeheven bij decreet van 25 februari 2014 met uitwerking op 22 maart 2015

## Gemeenten
Het kanton Bourgneuf-en-Retz omvatte de volgende gemeenten:
- Bourgneuf-en-Retz (hoofdplaats)
- Chéméré
- Fresnay-en-Retz
- La Bernerie-en-Retz
- Les Moutiers-en-Retz
- Saint-Hilaire-de-Chaléons